# Xian de Yueyang
Le xian de Yueyang (岳阳县 ; pinyin : Yuèyáng Xiàn) est un district administratif de la province du Hunan en Chine. Il est placé sous la juridiction de la ville-préfecture de Yueyang.

## Démographie
La population du district était de 751 578 habitants en 1999.